# انهيار العصر البرونزي

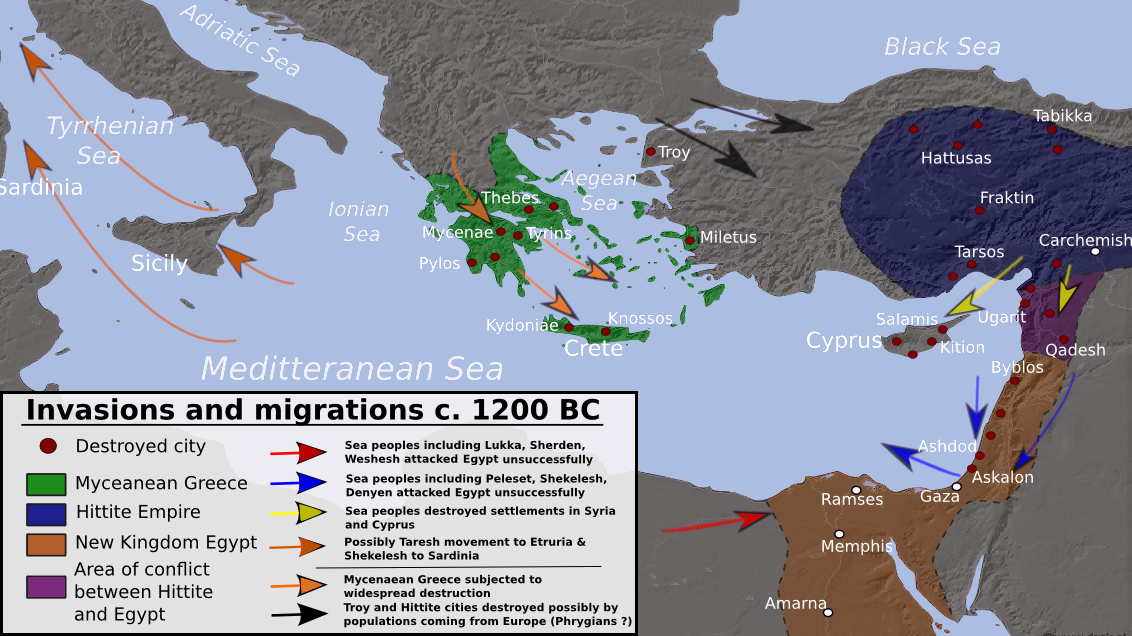
الغزوات وحركات السكان المحتملة خلال انهيار العصر البرونزي، حوالي سنة 1200 ق.م

انهيار العصر البرونزي هو فترة انتقالية شهدتها منطقة بحر إيجة وغرب آسيا وبلدان شرق المتوسط في نهاية العصر البرونزي إلى بداية العصر الحديدي، وهو الانتقال الذي اعتبره المؤرخون عنيفًا، ومفاجئًا، ومُدمّرًا ثقافيًّا. انهار اقتصاد القصر الذي تسيّد منطقة بحر إيجة والأناضول في نهاية العصر البرونزي، وتحوّلت الاقتصاديات إلى اقتصاديات القرى المنعزلة في فترة عصور اليونان المظلمة.
شهدت الفترة من سنة 1200 ق.م إلى سنة 1150 ق.م، صدامًا ثقافيًا بين اليونان الموكيانية والحيثيون في الأناضول وبلاد الشام الشمالية، وبين المملكة المصرية الحديثة والكنعانيين في وبلاد الشام الوسطى والجنوبية مما تسبب في تقطُّع طرق التجارة، وانحسار تعلم القراءة والكتابة بشدة. في الطور الأول لتلك الفترة، تدمّرت بشدة كل المدن بين بيلوس وغزة، من بينها مدن خاتوشا وموكناي وأوغاريت. ووفقًا للمؤرخ روبرت دروز: «خلال فترة أربعين إلى خمسين سنة في نهاية القرن الثالث عشر قبل الميلاد وبداية القرن الثاني عشر قبل الميلاد، تدمرت كل المدن الهامة في شرق المتوسط تقريبًا، ولم يُعاد إعمار معظم تلك المدن بعد ذلك ثانيةً.»
ومع النهاية التدريجية للعصر المظلم، ظهرت الدويلات السور-حيثية في قيليقية وسوريا، والممالك الآرامية في منتصف القرن العاشر قبل الميلادي في بلاد الشام، والإمبراطورية الآشورية الحديثة.

## أسباب الانهيار المحتملة
هناك العديد من النظريات حول أسباب انهيار العصر البرونزي، أرجعه البعض إلى التغيرات المناخية والبراكين، والجفاف الذي ضرب مناطق اليونان وتركيا والشرق الأوسط في تلك الفترة؛ أو لأسباب ثقافية بعد الاعتماد على الحديد بدلاً من البرونز بدءً من القرنين الثاني عشر والثالث عشر ق.م.؛ أو اجتماعية نتيجة المركزية والتعقيد في البنية السياسية في مجتمعات تلك الفترة، مما حفّز قيام ثورات الفلاحين، وازدياد المرتزقة مما زاد من هشاشة الممالك، بالإضافة إلى الزيادة السكانية، والحروب بين الممالك، وانقطاع طرق التجارة البحرية لانتشار قرصنة شعوب البحر التي لم تستطع الممالك الهشة مواجهتها.

## الأدلة الإقليمية

### الأدلة على الانهيار

#### الأناضول
سيطرت مجموعات بشرية مختلفة عرقيًّا وإثنيًّا على منطقة الأناضول (آسيا الصغرى) في فترة ما قبل انهيار العصر البرونزي، منهم الآشوريون والأموريون والحوريون والحاتيون ، والشعوب الهندو أوروبية التي وصلت لاحقًا مثل اللوفيين والحثيين وشعب ميتاني والمقدونيين الإغريق. شكل شعب ميتاني، وهم أقلية مهاجرة تتحدث لغة آرية هندية، منذ القرن السادس عشر قبل الميلاد طبقة حاكمة في مجتمعات الحوريين، وهم شعب قوقازي أصلي قديم يتكلم لغة حورية معزولة، وعلى نحو مماثل، سيطر الحثيون على الحاتيين الذين كانوا يتحدثون لغة تنتمي إلى مجموعة لغات شمال القوقاز أو اللغات الهندية.
تظهر فترة الانحطاط في كل مواقع منطقة الأناضول باستثناء المناطق الآشورية في الجنوب الشرقي، ومناطق شرق ووسط وجنوب الأناضول الخاضعة لسيطرة الإمبراطورية الآشورية الوسطى القوية (1392 ق.م - 1050 ق.م) والتي كانت إحدى أقوى الإمبراطوريات خلال العصر البرونزي المتأخر، ويبدو أن مستوى الانحطاط في مناطق الأناضول جعلها بعيدة عن المستوى الحضاري في مناطق الآشوريين والحثيين لآلاف السنين. أضعفت سلسلة من الهزائم العسكرية المتلاحقة الحثيين، واستحوذت الإمبراطورية الآشورية الوسطى على أراضيهم بعد أن كانت قد دمرت مملكة ميتاني، ثم اقتحمت خاتوشا عاصمة الحثيين على يد غزاة مجهولين وتخلوا عن هذه المدينة ولم يعاد إعمارها أبدًا، وأحرقت كذلك مدينة كارا أوغلان (تقع بالقرب من أنقرة في الوقت الحاضر) وتركت جثث القتلى دون دفن، وانسحب الحثيون من مدن أخرى لتجنب تدميرها، ودمرت مدينة طروادة مرتين على الأقل قبل حرب طروادة الشهيرة.
تظهر هذه المواقع في منطقة الأناضول أدلة على التدهور الذي حصل في العهد البرونزي المتأخر:
- طروادة
- ميليتوس
- هاتوساس
- مرسين

##### سوريا
هيمنت العديد من الشعوب الناطقة باللغات السامية على سوريا القديمة، مثل سكان إيبلا وأغاريت والأكاديين والآشوريين والأموريون وغيرهم. عرفت سوريا خلال هذه الفترة باسم أرض أمورو.
أصبحت سوريا ساحة للحروب قبل وأثناء انهيار العصر البرونزي بين الإمبراطوريات الحثية والميتانية والآشورية والمصرية بين القرن الخامس عشر وأواخر القرن الثالث عشر قبل الميلاد، إذ دمر الآشوريون إمبراطورية ميتاني وضموا الكثير من إمبراطورية الحثيين. كانت الإمبراطورية المصرية قد انسحبت من المنطقة بعد إخفاقها في التغلب على الحثيين والخوف من القوة الآشورية المتصاعدة، تاركة جزءًا كبيرًا من المنطقة تحت السيطرة الآشورية حتى أواخر القرن الحادي عشر قبل الميلاد. تعرَّضت مناطق الساحل السوري لهجوم من شعوب البحر في وقت لاحق. ظهر الآراميون في المنطقة بدءًا من القرن الثاني عشر قبل الميلاد، ويُعتقد أنهم من الشعوب المهاجرة التي ظهرت فجأة في الديموغرافيا السورية، وتحولت منطقة النفوذ الفينيقي الناطقة بالكنعانية إلى اللغة الآرامية، وأصبحت المنطقة معروفة باسم بلاد آرام. حاول البابليون في الفترة المتأخرة من العصر البرونزي كسب موطئ قدم لهم في المنطقة خلال عصرهم الذهبي بقيادة نبوخذ نصر الأول في القرن الثاني عشر قبل الميلاد، ومع ذلك تغلب عليهم جيرانهم الآشوريون. ومن المعروف اليوم أن المصطلح الحديث «سوريا» مشتق من الكلمة «آشور»، والذي أصبح يطلق رسميًا على بلاد الشام أثناء عصر الإمبراطورية السلوقية (323 ق.م - 150 ق.م). أظهرت المواقع الأثرية في بلاد الشام أدلة على وجود روابط تجارية مع بلاد ما بين النهرين (سومر، أكاد، آشور، بابل) وبلاد الأناضول (هاتيا، حريا، لويا، الحثيون) وبلاد مصر وإقليم إيجة في أواخر العصر البرونزي.
دمج الآراميون الساميون في نهاية المطاف الأموريين الساميين والكنعانيين وأهالي أوغاريت. ظهر الآراميون جنبًا إلى جنب مع الكنعانيين الفينيقيين والحثيين الجدد وسيطروا على معظم منطقة بلاد الشام ديموغرافيًا، ولكن سوريا عادت لتتعرض لغزو الإمبراطورية الآشورية الوسطى، وخضعت سياسيًا وعسكريًا للآشوريين حتى انسحابهم في أواخر القرن الحادي عشر قبل الميلاد، على الرغم من أنهم واصلوا القيام بحملات عسكرية في المنطقة. عادت المنطقة بأسرها لتسقط في يد الآشوريين مرة أخرى مع صعود الإمبراطورية الآشورية الحديثة في أواخر القرن العاشر قبل الميلاد.
تظهر أدلة على التدهور في العصر البرونزي في هذه المواقع السورية:
- أوغاريت
- تل سوكاس
- قادش
- قطنا
- حماة
- ألالاخ (تل عطشانة)
- حلب
- إيمار (مسكنة)

##### جنوب بلاد الشام
تشير الأدلة المصرية إلى أنه منذ عهد حورمحب (حكم من 1319 ق.م أو 1306 ق.م إلى 1292 ق.م) شكلت قبائل الشاسو البدوية التي تتجول في منطقة سيناء مصاعب عديدة للمصريين، وهو الأمر الذي دفع رمسيس الثاني (1279-1213) ق.م للقيام بحملة واسعة ضدهم، وطردهم بعيدًا عن الحدود المصرية لمنطقة موآب في الأردن، وأسس قلعة هناك، ولكنهم عادوا بعد هزيمة المصريين في معركة قادش لتهديد طريق حورس شمال غزة. تشير الدلائل إلى أن دير علا (سكوت) قد دمر وعلى الأرجح بسبب زلزال، بعد حكم الملكة توسريت (1191 ق.م- 1189 ق.م). على الرغم من أن تاريخ هذا التدمير يبدو متأخرًا إلى حوالي سنة 1150.
هناك القليل من الأدلة على وجود تدمير أي مدينة رئيسية أو مستوطنة في جنوب بلاد الشام حوالي سنة 1200ق.م. ففي لخيش تم إنهاء معبد فوس الثالث بشكل طقسي بينما يبدو أن منزلًا في المنطقة S قد احترق من نار داخل البيت حيث كان أشد دليل على الحرق بجوار فرنين بينما لم يكن هناك أي جزء آخر من المدينة لديه دليل على الاحتراق. بعد ذلك أعيد بناء المدينة بأسلوب أعظم من ذي قبل. بالنسبة لمجدو لم تظهر على معظم أجزاء المدينة أي آثار للضرر ومن الممكن فقط أن يكون القصر في منطقة AA قد تم تدميره على الرغم من أن هذا غير مؤكد. في حين جرى تدمير المباني الأثرية في حاصور، كان هذا التدمير في منتصف القرن 13 ق.م أي قبل نهاية العصر البرونزي المتأخر بوقت طويل. ومع ذلك لم يتم حرق العديد من المواقع على الأرض حوالي سنة 1200 مثل: عسقلان وأشدود وتل الصافي وتمنة وتل برنا وتل دور وتل جرسة وتل جمه وخربة ربود وتل زرور وتل أبو الهوام وغيرها.
في عهد رمسيس الثالث سُمح للفلستيون بإعادة التوطين على الشريط الساحلي من غزة إلى جوبا، واستقرت دين ين (ربما قبيلة دان في الكتاب المقدس، أو على الأرجح شعب أضنة المعروف أيضًا باسم دانونا وهم جزء من الإمبراطورية الحيثية) من جوبا إلى عكا، وتجكر في عكا. سرعان ما حصلت المواقع على الاستقلال، كما تخبرنا قصة ون آمون.
على الرغم من العديد من النظريات التي تدعي أن العلاقات التجارية انهارت بعد 1200 في جنوب بلاد الشام، إلا أن هناك أدلة كثيرة على استمرار التجارة مع المناطق الأخرى بعد نهاية العصر البرونزي المتأخر في جنوب بلاد الشام. أظهر عالم الآثار جيسي ميليك أنه في حين أن الافتراض الشائع هو أن التجارة في الفخار القبرصي والميسيني انتهى حوالي 1200، فإن التجارة في الفخار القبرصي في الواقع انتهت إلى حد كبير في 1300، بينما بالنسبة للفخار الميسيني، انتهت تلك التجارة في 1250، والتدمير الذي جرى حوالي 1200 لا يمكن أن تؤثر على أي من نمطي التجارة الدولية منذ انتهائها قبل نهاية العصر البرونزي المتأخر. كما أظهر أن التجارة مع مصر استمرت بعد سنة 1200. كما أظهرت دراسات المعادن الأثرية التي أجرتها فرق مختلفة أن تجارة القصدير وهو معدن غير محلي ضروري لصنع البرونز، لم تتوقف أو تنخفض بعد 1200. على الرغم من أن أقرب مصدر للمعدن كان أفغانستان الحديثة وكازاخستان وربما كورنوال في إنجلترا. كان لا يزال يتم استيراد الرصاص من سردينيا إلى جنوب بلاد الشام بعد 1200 خلال العصر الحديدي المبكر.
تظهر هذه المواقع في جنوب بلاد الشام أدلة على الانهيار:
- حاصور
- عكا
- مجدو
- دير علا
- بيت ايل
- بيت شيمش
- أشدود
- عسقلان

## انهيار العصر البرونزي

### بلاد الرافدين
دمرت الإمبراطورية الآشورية الوسطى (1392-1056 قبل الميلاد) الإمبراطورية الحورية- الميتانية، وضمت جزءًا كبيرًا من الإمبراطورية الحيثية وطغت على الإمبراطورية المصرية، وفي بداية انهيار العصر البرونزي المتأخر سيطرت على إمبراطورية امتدت من جبال القوقاز في الشمال إلى شبه الجزيرة العربية في الجنوب، ومن إيران القديمة في الشرق إلى قبرص في الغرب. ومع ذلك، في القرن الثاني عشر قبل الميلاد، تعرضت الولايات الآشورية في الأناضول لهجوم من الموشكي (شعب فريجيا) والآراميين من بلاد الشام، إلا أن تغلث فلاسر الأول (الذي حكم في فترة 1114- 1076 قبل الميلاد) تمكن من هزيمة هذه الهجمات وصدها، قاهرًا بذلك الغزاة الوافدين. بقيت الإمبراطورية الآشورية الوسطى صامدة كما هي معظم هذه الفترة، إذ سيطر الآشوريون على بابل وحكموها في كثير من الأحيان مباشرة، وسيطروا على جنوب شرق الأناضول وجنوب غربه، وشمال غرب إيران، وجزء كبير من شمال ووسط سوريا وكنعان، حتى البحر الأبيض المتوسط وقبرص.
خضع الآراميون والفريجيون لسيطرة شعوب البحر التي دمرت مصر وجزءًا كبيرًا من شرق البحر الأبيض المتوسط ، في حين لم تتعرض الحضارة الآشورية ومستعمراتها لتهديد تلك الشعوب، وغزا الآشوريون في كثير من الأحيان الفينيقيين وبلدان شرق المتوسط. لكن بعد وفاة آشور بيل كالا في عام 1056 قبل الميلاد، انسحبت حضارة آشور إلى مناطق قريبة من حدودها الطبيعية، والتي تشمل ما يُعرف اليوم بشمال العراق، وشمال شرق سوريا، وشواطئ شمال غرب إيران، وجنوب شرق تركيا. بقيت حضارة آشور محتفظة بنظام ملكي مستقر، وأفضل جيش في العالم، وإدارة مدنية تتسم بالكفاءة، الأمر الذي مكنها من الصمود في وجه انهيار العصر البرونزي. بقيت السجلات الآشورية المكتوبة عديدة والأكثر اتساقًا في العالم خلال هذه الفترة، وتمكن الآشوريون من تنظيم حملات عسكرية طويلة المدى في كافة الاتجاهات عند الضرورة. منذ أواخر القرن العاشر قبل الميلاد، بدأت الحضارة الآشورية بتأكيد ذاتها في الساحة الدولية مرة أخرى، مع نمو الإمبراطورية الآشورية الحديثة لتكون أكبر إمبراطورية شهدها العالم.
كان الوضع في بابل مختلفًا جدًا. بعد الانسحاب الآشوري، بقيت خاضعة للاستعباد الآشوري الدوري (والعيلامي)، ومجموعات جديدة من الساميين، مثل الآراميين والسوتانيين (والكلدانيين أيضًا في الفترة التي تلت انهيار العصر البرونزي)، وانتشرت بلا ضابط أو رابط في بابل من بلاد الشام، وامتدت قوة الملوك الضعفاء بالكاد إلى ما هو أبعد من حدود مدينة بابل. سلب العيلاميون بابل بقيادة شوتروك ناخونته (1185–1155 قبل الميلاد)، وفقدوا السيطرة على وادي نهر ديالى لصالح الآشوريين.

### مصر
بعد صمود الإمبراطورية المصرية لفترة من الزمن، انهارت في منتصف القرن الثاني عشر قبل الميلاد (في عهد رمسيس السادس، 1145 إلى 1137 قبل الميلاد). سابقًا، ورد في لوحة انتصار مرنبتاح (1200 قبل الميلاد) ذكر هجمات (الحرب الليبية) من التطهيرية (من ليبيا الحديثة)، والتي اشتركت فيها الشعوب ذات الصلة من الأخيون، والشاكلاش، واللوكيين، والشاردانيين، والتيرهينيين (من المحتمل طروادة)، وورد ذكر الانتفاضة الكنعانية، في مدن عسقلان وينوم وبين شعب إسرائيل. شمل هجوم آخر(معركة الدلتا ومعركة زاهي) شعوب الفلستيين والتجكر والشاردانيين ودينين خلال فترة حكم رامسيس الثالث (1186-1155 قبل الميلاد).
كانت الحرب النوبية، والحرب الليبية الأولى، والحرب الشمالية، والحرب الليبية الثانية كافة انتصارات لرمسيس. غير أنه نتيجة لذلك، أفلس اقتصاد المصريين دون انهيار، ليس لتلك اللحظة على الأقل. أصبحت المنطقة المحيطة بمصر آمنة أثناء انهيار العصر البرونزي بعد هزيمة الليبيين، وشعوب البحر، والنوبيين. علاوة على ذلك، ساهمت حملات رمسيس في آسيا إلى تدمير الاقتصاد أيضًا. فبالانتصار على السوريين كما هو موثق، يقول رمسيس: «سيفي عظيم وجبار كسيف منتو. لا يمكن لأرض أن تصمد أمام ذراعي. أنا ملك يبتهج في الذبح. وساد السلام في عهدي». وبهذا الادعاء، زعم رمسيس أن حكمه آمن في أعقاب انهيار العصر البرونزي.

## وصلات خارجية
- Ancient History على مشروع الدليل المفتوح